# Clube de Futebol Os Belenenses
El Clube de Futebol Os Belenenses es un club deportivo portugués localizado en la freguesia de Belém, Lisboa. Fue oficialmente fundado el 23 de septiembre de 1919 como club de fútbol. Además cuenta con una decena de secciones entre las cuales destacan el baloncesto, rugby, atletismo y balonmano. A partir de la temporada 2024-25 jugará en la Terceira Liga, la tercera categoría del fútbol en Portugal.
La entidad ganó varios títulos en los inicios del fútbol portugués, entre ellos tres Campeonatos de Portugal, tres Copas de Portugal y el título de Primera División en 1945/46. Durante casi seis décadas, Os Belenenses fue el único club en romper el dominio de los «tres grandes» —Benfica, Sporting y Oporto— en el palmarés liguero luso, hasta que el Boavista F.C. pudo vencer en 2000/01.
En la temporada 2018-19 la sociedad anónima deportiva «B-SAD», de carácter profesional, mantuvo la plaza del Belenenses en la Primera División de Portugal y a efectos legales rompió toda relación con la entidad histórica. El resto de secciones, incluyendo un equipo sénior, han mantenido tanto la historia como el patrimonio y la denominación original. El B-SAD desapareció en la temporada 2023/24. 
Os Belenenses está considerado el tercer equipo de la capital lusa en número de aficionados. Cuenta con un total de 59 filiales y 8 grupos de animación registrados, dentro y fuera del país.

## Historia

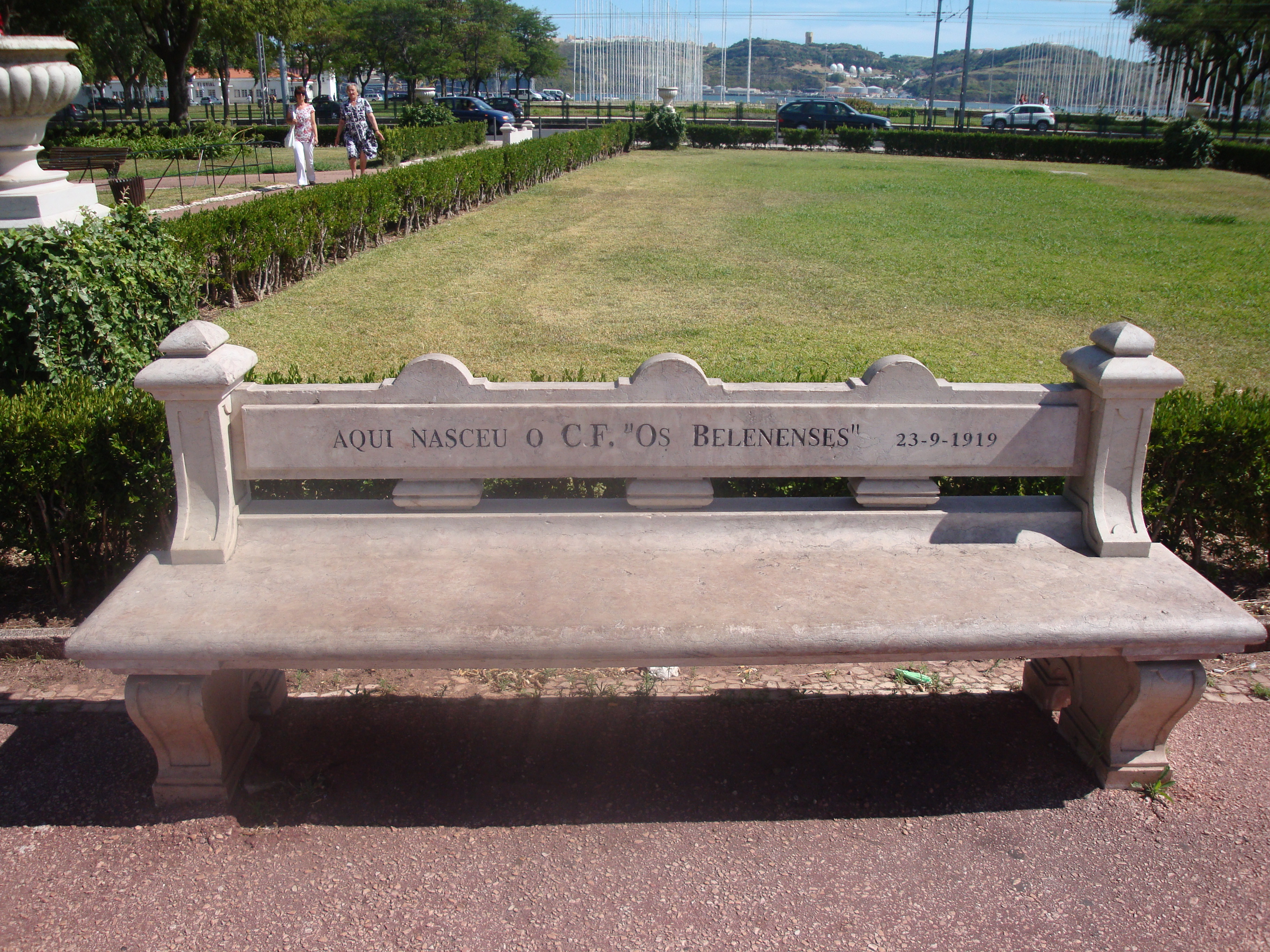
Banco en el parque Afonso de Albuquerque (Lisboa) que recuerda la fundación de Os Belenenses.

El Clube de Futebol Os Belenenses fue fundado el 23 de septiembre de 1919 por iniciativa de Artur José Pereira (1889-1943), antiguo jugador del Benfica y del Sporting de Lisboa, quien estaba interesado en crear una nueva entidad representativa del barrio de Santa Maria de Belém. Ese acuerdo entre fundadores se selló en un banco de la plaza de Afonso de Albuquerque, que hoy en día acoge un monumento conmemorativo. El primer partido se disputó el 8 de noviembre con derrota ante el Vitória de Setúbal.
Nada más fundarse, Belenenses fue aceptado en el Campeonato de Lisboa. A lo largo de su historia ha sido campeón capitalino en cuatro ocasiones (1926, 1929, 1930 y 1932) y ha participado en seis finales del Campeonato de Portugal, proclamándose triunfador tres veces: 1926/27 (3-0 al Vitória de Setúbal), 1928/29 (3-1 al União de Lisboa) y 1932/33 (3-1 al Sporting Club). Al mismo tiempo se crearon las secciones de rugby (1928) y baloncesto (años 1930).

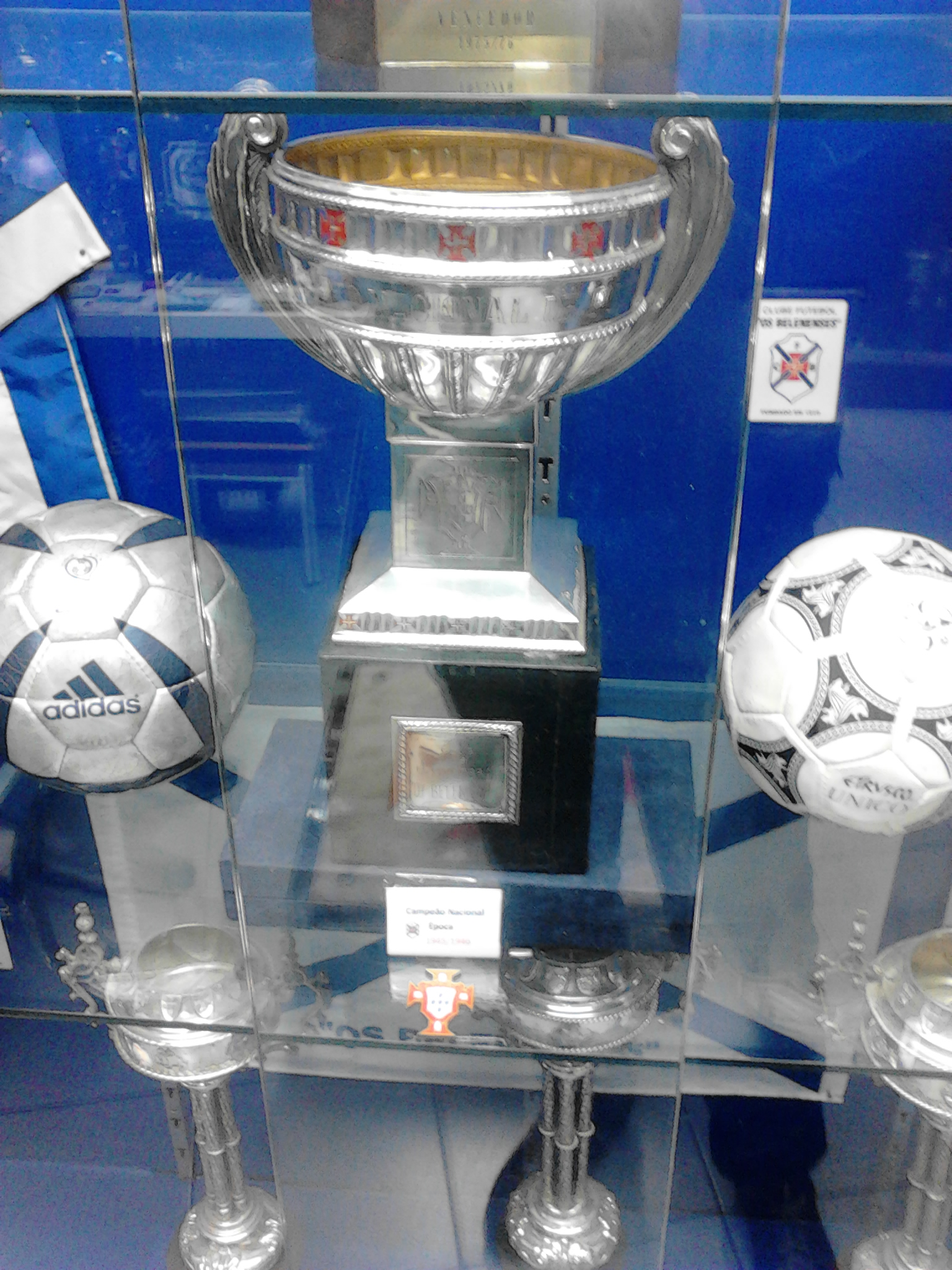
Título al campeón de Primera División 1945/46.

En 1934, Os Belenenses fue uno de los ocho fundadores del Campeonato de Liga Experimental, como representante de la Asociación de Fútbol de Lisboa, que en 1938 daría paso a la Primera División. A pesar de que sus rivales ya habían comenzado a despuntar, el cuadro azulón se mantuvo fuerte con un subcampeonato (1936/37), varios terceros puestos, la Copa de Portugal de 1941/42 y finalmente el título de Primera División de 1945/46. Durante seis décadas fue el único equipo en romper el dominio de los «tres grandes» —Benfica, Sporting y Oporto— en el palmarés liguero, hasta que el Boavista F.C. obtuvo el trofeo en 2000/01.
El 14 de diciembre de 1947, la directiva aceptó la invitación del Real Madrid para disputar el partido inaugural del Nuevo Estadio de Chamartín. La relación entre ambas entidades se mantuvo con el paso del tiempo: los lisboetas volvieron al Santiago Bernabéu en 1972 con motivo de las Bodas de Plata, en un amistoso que además rindió tributo a Paco Gento.
Aunque el banquillo del Belenenses tuvo inquilinos prestigiosos como los argentinos Alejandro Scopelli y Helenio Herrera y el brasileño Otto Glória, el único título conquistado de esa etapa dorada fue la Copa de Portugal de 1959/60, gracias al liderazgo del delantero Matateu, máximo goleador histórico. Si bien el equipo no pudo aguantar el ritmo triunfante de sus rivales locales, sí supo mantenerse en la zona alta de la tabla y en competiciones europeas hasta que en 1981/82 se produjo el temido descenso a Segunda División.
Os Belenenses pudo revivir tiempos mejores a finales de la década de 1980. A las órdenes de Marinho Peres, bajo la capitanía de José António y con los refuerzos de Chico Faria, Jaime Mercês, Stoycho Mladenov y Chiquinho Conde, los de Belem llegaron a la final de la Copa de Portugal de 1989 y derrotaron al Benfica por 2-1.
Con menos recursos para poder competir, la entidad atravesó una crisis deportiva y financiera que le condujo de nuevo a Segunda División en dos ocasiones: 1991/92 y 1998/99, ambas con un rápido regresó a la élite. En 1999 se transformó en sociedad anónima deportiva.
Tras ser derrotado por el Sporting en la final de la Copa portuguesa de 2007, Belenenses descendió otra vez en 2010 y solo pudo retornar como campeón de la Segunda Liga en 2012/13. Su mejor actuación en los últimos años ha sido un sexto puesto (2014/15) y la participación en la fase de grupos de la Liga Europa de la UEFA 2015-16.
En la temporada 2018-19 se produjo una división entre la sociedad anónima deportiva y el propio club de fútbol. El equipo profesional se mantuvo en Primera División como Belenenses SAD, mientras que en la categoría amateur se registró una nueva entidad, el C.F. Belenenses. que ha heredado el patrimonio, la historia y las categorías inferiores. El Belenenses SAD no puede utilizar ni la cruz de la Orden de Cristo ni el Estadio del Restelo, así que juega en el Estadio Nacional de Portugal y tuvo que adoptar un nuevo emblema. Desde la sexta división portuguesa, se han propuesto regresar a la máxima categoría en un plazo de cinco años.

## Estadio

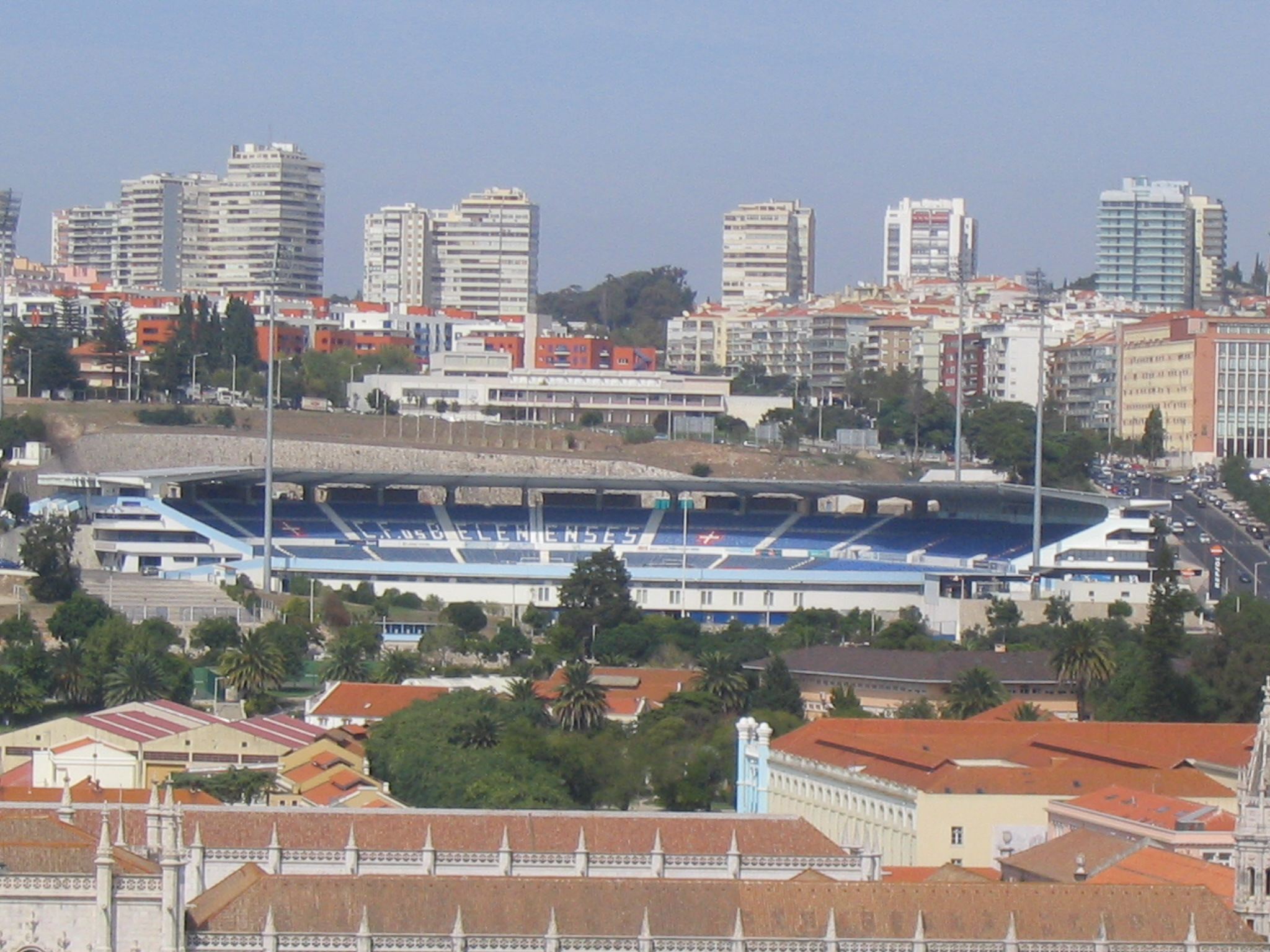
Estadio del Restelo

El C.F. Belenenses juega en el Estadio del Restelo, con césped natural y capacidad para 19.856 espectadores. Fue inaugurado el 23 de septiembre de 1956 en el barrio de Restelo, Santa Maria de Belém. Un anillo cubre los laterales y el fondo norte, mientras que el fondo sur está descubierto y permite ver tanto el monasterio de los Jerónimos como el río Tajo.
Por su parte, el Belenenses SAD disputa sus partidos en el Estadio Nacional de Portugal, popularmente conocido como Jamor.
Restelo ha albergado la final de la Liga de Campeones Femenina de la UEFA 2013/14. Además ha sido sede de conciertos multitudinarios y del festival Super Bock Super Rock (2009).
Desde 1928 hasta 1956 el Belenenses utilizaba el Campo das Salésias, considerado el primer estadio de Portugal en utilizar césped natural.

## Organigrama deportivo

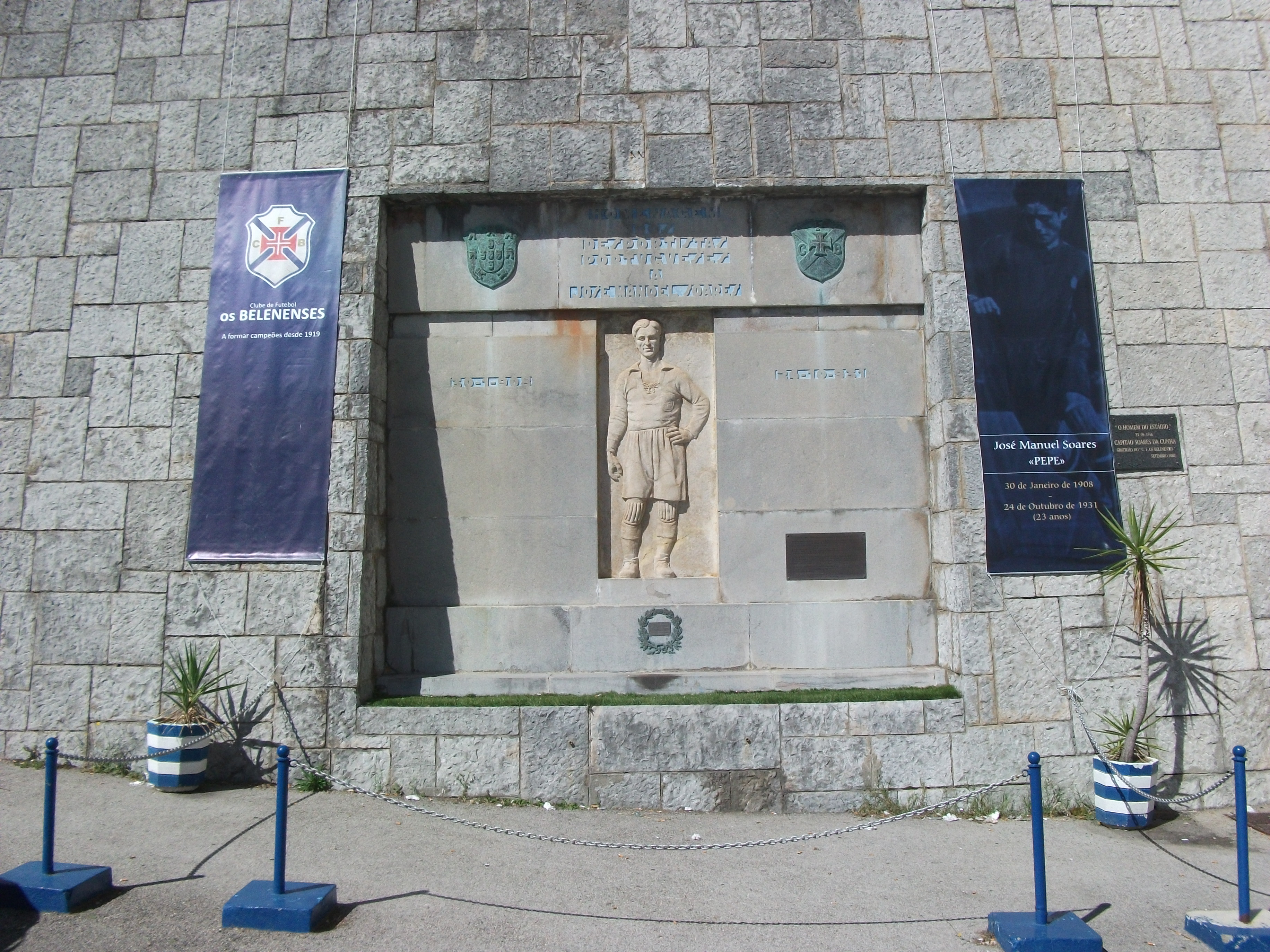
Estatua del Belenenses a Pepe Soares (1908-1931), internacional portugués.

La siguiente lista recoge algunos de los futbolistas más destacados de la entidad.
| - Miguel Andres Di Pace (1952-1957) - Artur José Pereira (1919-1922) - César de Matos (1924-1933) - Pepe Soares (1926-1931) - Rafael (1934-1948) - Mariano Amaro (1935-1948) - Artur Quaresma (1936-1948) - Serafim das Neves (1941-1955) - António Feliciano (1944-1950) - Matateu (1951-1964) - José Pereira (1952-1967) - Vicente Lucas (1954-1967) - Iaúca (1958-1963) - Alfredo Quaresma (1959-1977) - Fernando Freitas (1967-1976) - Félix Mourinho (1969-1974) - Sambinha (1972-1986) - José António (1983-1991) |  | - Jaime Mercês (1983-1992) - Jorge Martins (1985-1989) - Luis Sobrinho (1985-1989) - Rúben Amorim (2003-2008) - Rolando (2004-2008) - Feijão (1971-1974) - João Batista (1985-1987) - Emerson (1992-1994) - Catanha (1995-1996) - Marco Aurélio (1998-2007) - Francisco González (1972-1981) - Canito (1985-1986) - Stoycho Mladenov (1986-1989) - Borislav Mijailov (1989-1991) - Albert Meyong (2005-2006) - Henri Antchouet (2004-2005) - Chiquinho Conde (1987-1991) |

### Entrenadores
- Cândido de Oliveira (1937–38)
- Lippo Hertzka (1939–40)
- Alejandro Scopelli (1939–41)
- Sándor Peics (1943–44)
- Alejandro Scopelli (1947–48)
- Artur Quaresma (1948–49)
- Sándor Peics (1950–51)
- Fernando Vaz (1951–53)
- Fernando Riera (1954–57)
- Helenio Herrera (1957–58)
- Fernando Vaz (1958–59)
- Otto Glória (1959–61)
- Fernando Vaz (1962–64)
- Ángel Zubieta (1964)
- Franz Fuchs (Julio 1964 –1965)
- Ángel Zubieta (1968–69)
- Mário Wilson (1968–70)
- Alejandro Scopelli (1972–74)
- Juca (1979 –1980)
- Jimmy Hagan (1980–81)
- Artur Jorge (1981)
- Nelo Vingada (Julio 1981 –1982)
- José Mourinho Félix (1982–83)
- Jimmy Melia (1983–86)
- Marinho Peres (1988–89)
- John Mortimore (1988–89)
- Hristo Mladenov (1989)
- Antônio Lopes (1990)
- Henri Depireux (1990–1991)
- Abel Braga (1992–93)
- José Romão (1993–94)
- João Alves (1994–96)
- Quinito (1996)
- Stoycho Mladenov (1997)
- Manuel Cajuda (1997–98)
- Vítor Oliveira (1998–00)
- Marinho Peres (2000–03)
- Manuel José (Feb 2003 –Nov 2003)
- Vladislav Bogićević (Nov 2003 –Ene 2004)
- Augusto Inácio (Ene 2004 –May 2004)
- Carlos Carvalhal (May 2004 –Oct 2005)
- José Couceiro (Oct 2005 –May 2006)
- Jorge Jesus (May 2006 –May 2008)
- Casemiro Mior (Jul 2008 –Oct 2008)
- Jaime Pacheco (Oct 2008 –May 2009)
- Rui Jorge (May 2009 –May 2009)
- João Carlos Pereira (Jun 2009 –Dic 2009)
- António Conceição (Dic 2009 –May 2010)
- Baltemar Brito (Jun 2010 –Jul 2010)
- Rui Gregório (Jul 2010 –Oct 2010)
- Filgueira (interino) (Oct 2010 –Nov 2010)
- José Mota (Nov 2010 –Feb 2012)
- Marco Paulo (Feb 2012 –May 2012)
- Mitchell van der Gaag (Jul 2012 –Set 2013)
- Marco Paulo (interino) (Set 2013 –Mar 2014)
- Lito Vidigal (Mar 2014 –Mar 2015)
- Milos Dukic (Mar 2015 –Jun 2015)
- Ricardo Sá Pinto (Jul 2015 –Dic 2015)
- Julio Velázquez (Dic 2015 –Oct 2016)
- Domingos Paciência (Abr 2017 –Ene 2018)
- Silas (Ene 2018 –Jun 2018)
- Nuno Oliveira (Jul 2018 – )

## Palmarés

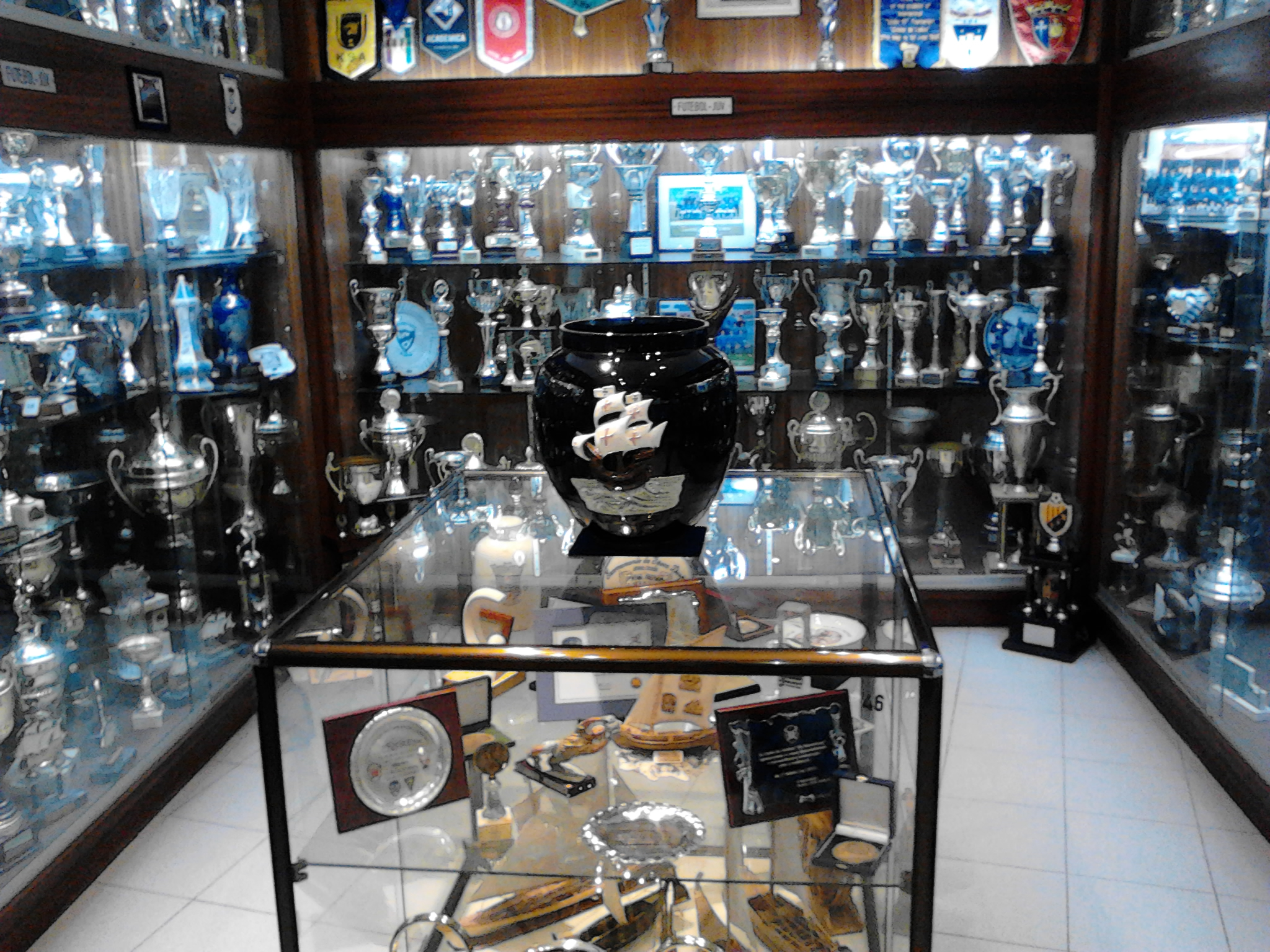
Vitrina de trofeos de Os Belenenses, en el interior del Museo Manuel Bulhosa.

### Torneos nacionales (7)
- Primera División de Portugal (1): 1945/46

- Campeonato de Portugal (1922-1938) (3): 1926/27, 1928/29, 1932/33
- Copa de Portugal (3): 1941/42, 1959/60, 1988/89

### Torneos regionales
- Campeonato de Lisboa (6): 1925/1926, 1928/1929, 1929/1930, 1931/1932, 1943/1944, 1945/1946
- Copa de honra (6): 1959/1960, 1960/1961, 1969/1970, 1975/1976, 1989/1990, 1993-1994
- Campeonato de Lisboa (Reservas/Segunda Categoría) (2): 1943/1944, 1945/1946

### Torneos amistosos
- Trofeo Ciudad de Oviedo (1): 1976

- Torneo de Guadiana (1): 2003

## Participación en competiciones europeas
- Copa de Ferias (1961-62, 1962-63, 1963-64, 1964-65)
- Copa de la UEFA (1973-74, 1976-77, 1987-88, 1988-89, 2007-08)
- Recopa de Europa de la UEFA (1989-90)

| Temporada                      | Club                    | Ida | Vuelta | Global       |
| ------------------------------ | ----------------------- | --- | ------ | ------------ |
| Copa de Ferias                 |                         |     |        |              |
| 1961–62                        | Hibernian               | 3–3 | 0–3    | 3-6          |
| 1962–63                        | Barcelona               | 1–1 | 1–2    | 2–3          |
| 1963–64                        | Trešnjevka Zagreb       | 2–0 | 2–1    | 4-1          |
| 1963–64                        | Roma                    | 1–2 | 0–1    | 1-3          |
| 1964–65                        | Shelbourne              | 1–1 | 0–1    | 1–2          |
| Copa de la UEFA / Liga Europea |                         |     |        |              |
| 1973–74                        | Wolverhampton Wanderers | 0–2 | 1–2    | 1-4          |
| 1976–77                        | Barcelona               | 2–2 | 2–3    | 4-5          |
| 1987–88                        | Barcelona               | 0–2 | 1–0    | 1-2          |
| 1988–89                        | Bayer Leverkusen        | 1–0 | 1–0    | 2-0          |
| 1988–89                        | Velež Mostar            | 0–0 | 0–0    | 0–0 (3–4 p.) |
| 2007–08                        | Bayern Múnich           | 0–1 | 0–2    | 0–3          |
| 2015–16                        | IFK Göteborg            | 2–1 | 0–0    | 2–1          |
| 2015–16                        | Rheindorf Altach        | 1–0 | 0–0    | 1–0          |
| 2015–16                        | Lech Poznań             | 0–0 | 0–0    | Grupo F      |
| 2015–16                        | Fiorentina              | 0–4 | 0–1    | Grupo F      |
| 2015–16                        | Basel                   | 2–1 | 0–2    | Grupo F      |

### Recopa de Europa
| Temporada | Club   | Ida | Vuelta | Global |
| --------- | ------ | --- | ------ | ------ |
| 1989–90   | Mónaco | 1–1 | 0–3    | 1–4    |

## Rivalidad
En el ámbito futbolístico, Belenenses mantiene una rivalidad clásica con el Atlético Clube de Portugal, entidad también lisboetana, pero representante de la freguesia de Alcântara, vecina a Santa María de Belem. Si bien, los encuentros entre estos clubes vivieron largos períodos de desencuentros (llegando a tener un período de interrupción de 34 años, entre 1977 y 2011), a causa de los continuos cambios de categoría de ambos equipos, el sentido de pertenencia de ambos a esta rivalidad es tal, que cada partido jugado supo ser vivido con amplia intensidad por ambas aficiones. En la actualidad, el derbi atraviesa un nuevo período de interrupción, debido a la diferencia de categorías entre ambas instituciones.

## Otras secciones deportivas
Os Belenenses fue fundado como un club de fútbol, pero pronto pasó a tener una clara vocación de club polideportivo orientado a los habitantes de Santa María de Belém. En la actualidad mantiene equipos en las siguientes disciplinas: fútbol femenino, fútbol sala, fútbol de mesa, atletismo, baloncesto, balonmano, natación, rugby unión, triatlón y voleibol. Las secciones deportivas han aportado la mayor parte de los títulos.
De todas las secciones existentes, destaca el Belenenses Rugby por su autonomía. Fue fundado en 1928 y su equipo sénior ha ganado siete Campeonatos Portugueses de Rugby. En total gestiona nueve divisiones por edad, desde menores de ocho años hasta el equipo de veteranos, con más de 350 deportistas federados. Los otros más laureados son la sección de balonmano (cinco títulos de la Liga de Portugal) y el baloncesto (dos trofeos de la Liga de Basquetebol).